# 広瀬敏郎
広瀬 敏郎（ひろせ としろう、1947年-）は、日本の歌手である。主にシャンソン、カンツォーネを歌う。

## 来歴
兵庫県印南郡志方町（現・加古川市）出身。志方町立志方中学校、兵庫県立加古川東高等学校卒業後、歌手を志し18歳で上京。声楽を立川清登に師事、シャンソンを石井好子、深緑夏代に学ぶ。
1972年、日本シャンソンコンクール第3位入賞、1973年、カンツォーネコンクール第3位入賞。
現在は東京を拠点に、コンサート、ライブハウスへの出演を精力的にこなしている。また2度のパリ公演のほか、毎年7月のNHKホールでのパリ祭出演など、フランス関係の行事にも多数出演。後進の指導にも携わっている。これまでに5枚のCDアルバムを発表。一般社団法人日本シャンソン協会会員。一般社団法人日仏友好シャンソンKAKEHASHIゲストアドバイザー。

## CD
- 旅立ち
- 愛すれば愛するほど
- 君と旅立とう
- 気ままなコンサートVol.1
- 気ままなコンサートVol.2